# 주한 미국 해병대
주한 미국 해병대(U.S. Marine Corps Forces Korea (MARFORK))는 대한민국 포항시 캠프 무적에 본부를 둔 미국 해병대의 대한민국 주둔군과 지휘부를 가리킨다. 1995년 6월 1일에 설립된 주한 미군의 해병대 근무구성사령부이자 태평양 해병대(MARPAC)의 지역사령부이다.

## 한국과의 관계
평소에는 주한 미군 사령부의 독립된 부서로서 대한민국 해병대와 연락을 하며, 독수리 연습의 일부인 쌍용 훈련에서 한미 양측 해병대가 연합으로 훈련한다. 전시에는 대한민국 해병대와 연합하여 연합 해병구성사령부(CMCC)의 본부가 된다.

## 기원
최초의 주한 미국 해병대는 1950년 7월 7일에 소집되어 8월 2일 한반도에 배치되었던 제1임시해병여단이다. 이들은 USS 시실리 (CVE-118)의 VMF-214, USS 바됭 스트라이트 (CVE-116)(USS Badoeng Strait)의 VMF-323의 두개 전투기 비행대대(스쿼드론)의 지원을 받으며 부산 교두보 전투에 참전하였고, 전쟁의 양상을 뒤집기 위한 인천 상륙작전(코드명 크로마이트)에서 제1해병사단이 9월 8일에 상륙하였고, 9월 13일에 여단은 사단에 합류하는 것으로 해산했다.

## 시설
- 캠프 무적 (해병대 태평양 시설대 관할)

## 사령관
MARKOR 사령관은 해병대 소장이 맡고 있다.
- 한미연합군사령부 및 주한 미군 U/C/J-5
- 선임 미국 해군 해안장교(SUSNOA)
- 유엔사령부 해병전력구성사령관(COMUNCMARFORCOMP)
- 연합해병구성사령부, 부사령관(DEPCOMCMCC)
- 미국 태평양 해병대 U/C/J-5

## 기록

### 계보
- 1995년 6월 1일, 대한민국 서울 용산기지에서 태평양 함대 해양부대, 주한 미국 해병대로 창설됨.
- 2018년 6월 22일, 주한 미국 해병대 사령부가 서울특별시 용산 기지에서 평택 시 험프리스 기지로 이전함.

### 스트리머
| 스트리머                      | 내역                              |
| ----------------------------- | --------------------------------- |
| 무공부대표창                  | 2015년 3월 1일 – 2016년 8월 31일  |
| 국방근무훈장 및 1개 동성 훈장 | 1990년 8월 2일 – 1995년 11월 30일 |
| 국방근무훈장 및 1개 동성 훈장 | 2001년 9월 11일 – TBD             |
| 태러와의 전쟁                 | 2001년 9월 11일 – TBD             |
| 대한민국 대통령 부대 표창     | 1999년 12월 9일 - 2002년 4월 24일 |

## 같이 보기
- 제3해병원정군, 아시아-태평양 지역의 해병원정군